# Lisbeth Delisle
Lisbeth Delisle es una escultora francesa, nacida en Neuilly-sur-Seine el 26 de abril de 1935, hace 89 años.

## Datos biográficos
Lisbeth Delisle se formó como artista siendo alumna de la École nationale supérieure des beaux-arts entre 1956 y 1962; asistió a los talleres de Marcel Gimond y Robert Couturier.
En el año 1965 fue galardonada con el segundo Premio de Roma. Éste fue el primero de una carrera artística jalonada de importantes premios, en la década de 1970 obtuvo el Premio André Susse (1970), Premio Despiau (1972), Paul-Louis Weiller (1978), Premio Bourdelle (1985), Premio Albert Féraud (1990).
Sus están presentes en diferentes colecciones públicas, como el Museo Despiau-Wlerick, Mont-de-Marsan, los fondos nacionales franceses de arte contemporáneo en París, el ayuntamiento de Orsay y el Museo de Cambrai.
Es la autora de la escultura Homenaje a Édith Piaf para el XX Distrito de París, instalada el año 2003 en la plaza Édith-Piaf (48°51′53″N 2°24′18″E / 48.86472, 2.40500).
La escultora ha participado en numerosos salones: Salon de mai, Comparaisons, Terres latines, Formes humaines, Salon d’automne, Artistes français, Femmes peintres et sculpteurs, Salon Brantôme.
Las obras de Lisbeth Delisle, en la frontera entre la figuración y la abstracción, son un intento de sugerir el dinamismo de la vida, expresión de una subjetividad cargada de emoción.